# Grace Aguilar
Pour les articles homonymes, voir Aguilar.
Grace Aguilar, née le 2 juin 1816 à Hackney en Angleterre et morte le 16 septembre 1847 à Francfort-sur-le-Main , est une romancière et historienne du judaïsme, d'origine portugaise. Dès sa jeunesse, elle montre un grand intérêt pour l'Histoire et plus particulièrement pour l'histoire du peuple juif. La mort de son père l'oblige à vivre de ses propres ressources.
Après quelques drames et poèmes, elle publie en 1842 aux États-Unis le Spirit of Judaism ("L'Esprit du judaïsme"), pour la défense de sa foi et de ses professeurs, et en 1845 The Jewish Faith ("La foi juive") et The Women of Israel ("Les femmes d'Israël"). Elle est cependant plus connue pour ses romans, dont les principaux sont Home Influence ("Influence familiale") en 1847 et The Mother's Recompense ("La récompense de la mère") en 1850. Ses autres livres comprennent Magic Wreath ("Couronne magique") et Vale of Cedars ("Vallée des cèdres"), la même année.

## Enfance
Grace est la fille aînée d'Emanuel et Sarah Aguilar. Son père est négociant, ses parents sont Juifs séfarades, descendants de marranes portugais, qui ont cherché asile en Angleterre au XVIIIe siècle. Son père est un membre important de la communauté séfarade londonienne. 
Pour fortifier sa constitution qui dès l'enfance est chétive, elle est envoyée au bord de la mer et à la campagne en Angleterre. Son amour de la nature se trouve renforcé par ces expériences, et à l'âge de douze ans, elle se consacre d'elle-même à l'étude des sciences naturelles, développant une collection de coquillages qu'elle avait commencée quand elle avait à peine quatre ans à Hastings, et en créant deux autres collections, en botanique et en minéralogie.
Grace Aguilar est éduquée principalement par ses parents. Sa mère, une femme cultivée et profondément religieuse, l'instruit à la lecture systématique de la Bible, et quand elle atteint l'âge de quatorze ans, son père lui lit régulièrement à haute voix l'histoire des Juifs, pendant qu'elle est occupée à dessiner ou à coudre. Elle est aussi une musicienne assidue, jusqu'à ce que sa santé l'en empêche. Elle lit abondamment, principalement des livres d'histoire et acquiert une grande connaissance de la littérature étrangère.

## Carrière littéraire
Dès l'âge de sept ans, elle montre une disposition littéraire en commençant un journal intime, qu'elle continuera, presque sans interruption jusqu'à sa mort. Avant l'âge de douze ans, elle écrit un drame, Gustavus Vasa. Ses premiers poèmes sont écrits deux ans plus tard et évoquent les paysages de Tavistock dans le Devonshire. 
Sa première publication, en 1835, faite anonymement, est un recueil de poèmes qu'elle a regroupés sous le nom de The Magic Wreath ("La guirlande magique"). Ses thèmes sont principalement historiques ou religieux et concernent souvent des sujets juifs. Son premier livre contient des contes domestiques, contes trouvés dans l'histoire marrane, et une histoire romanesque écossaise, The Days of Bruce ("Les jours de Bruce") en 1852. Son histoire juive la plus populaire est The Vale of Cedars, or the Martyr: A Story of Spain in the Fifteenth Century ("La vallée des cèdres, ou le martyr : une histoire de l'Espagne au quinzième siècle), écrite avant 1835, publié en 1850, et traduite deux fois en allemand et deux fois en hébreu. Ses autres histoires, inspirées d'épisodes juifs, sont incluses dans un recueil de dix-neuf récits, Home Scenes and Heart Studies ("Scènes familiales et études de cœur").  The Perez Family ("La famille Perez") (1843) et The Edict ("L'édit"), avec The Escape ("La fuite"), sont parus en deux volumes séparés ; les autres sont des réimpressions de magazines. Ses récits domestiques sont Home Influence ("Influence familiale") (1847) et sa suite The Mother's Recompense ("La récompense de la mère") (1850), tous les deux écrits déjà en 1836 puis Woman's Friendship ("L'amitié d'une femme") (1851).
Le premier des livres religieux de Grace Aguilar est une traduction de la version française de "Israël défendu", écrit par le marrane Orobio de Castro et imprimé pour une diffusion privée. Il est suivi très vite par The Spirit of Judaism (L'esprit du judaïsme), dont la publication fut retardée pendant un certain temps par la perte du manuscrit original. Ayant reçu et lu les sermons du rabbin Isaac Leeser, de Philadelphie, comme d'ailleurs toutes autres œuvres juives accessibles, elle décide d'envoyer à Leeser son manuscrit du The Spirit of Judaism afin qu'il puisse le réviser. C'est dans l'envoi que le manuscrit est perdu. L'auteure est obligée de le réécrire, et en 1842, celui-ci est publié à Philadelphie avec des notes de Leeser. Une seconde édition paraît en 1849 par la première société de publication juive américaine, et une troisième (Cincinnati, 1864) possède un appendice contenant trente-trois poèmes (datés de 1838-1847), tous, à l'exception de deux, réimprimés de The Occident ("L'Occident"). Les notes de l'éditeur servent principalement à marquer son dissentiment sur la façon dont Grace Aguilar dévalue les traditions juives, qu'il explique par ses ancêtres marranes et par sa vie à la campagne, coupée de tout contact avec les associations juives.
En 1845, The Women of Israel ("Les femmes d'Israël") dépeint une série de portraits, en se basant sur les textes sacrés et sur Flavius Josèphe. Cet ouvrage est suivi par The Jewish Faith: Its Spiritual Consolation, Moral Guidance, and Immortal Hope"("La foi juive : sa consolation spirituelle, ses conseils moraux et son espérance immortelle"), sous la forme de trente et une lettres, la dernière datée de septembre 1846. La majeure partie de ces lettres, adressées à une Juive sous le charme de l'influence chrétienne, afin de lui démontrer la spiritualité du judaïsme, est consacrée à l'immortalité de la Bible hébraïque (Ancien Testament). Les autres écrits religieux de Grace Aguilar, dont certains ont été écrits dès 1836, sont rassemblés dans un volume Essays and Miscellanies ("Essais et miscellanées") (1851-1852). La première partie consiste en Sabbath Thoughts ("Pensées du Chabbat") sur les passages scripturaux et les prophéties, le second, Communings ("Communions") concerne le cercle familial.
Dans ses écrits religieux, l'attitude de Grace Aguilar est défensive. Malgré ses relations presque exclusives avec des chrétiens et son absence complète de préjugés, son but, apparemment est de doter les femmes juives anglaises d'arguments contre les « conversionnistes ». Elle fulmine contre le formalisme et met l'accent sur la connaissance de l'histoire du peuple juif et sur la langue hébraïque. En raison du manque d'intérêt pour l'hébreu de la part des femmes, à qui elle limite modestement ses remontrances, elle plaide constamment pour la lecture des textes sacrés en version anglaise. Son intérêt pour le mouvement de la réforme est profond ; néanmoins, en dépit de son attitude envers la tradition, elle observe ponctuellement les obligations rituelles. Son dernier ouvrage est une ébauche de l'History of the Jews in England ("Histoire des Juifs en Angleterre"), écrite pour Chambers's Miscellany. D'un point de vue du style, c'est le texte le plus élaboré de tous ses écrits, exempt des exubérances et des redondances qui défigurent ses contes, publiés pour la plupart après sa mort, par sa mère. Les défauts de son style sont surtout attribuables à sa jeunesse. Avec son zèle extraordinaire, elle se lève tôt le matin et emploie systématiquement toute la journée à rédiger, et avec sa capacité grandissante de concentration, elle donnait l'espoir de productions remarquables

## Dernières années
Les dernières années de Grace Aguilar sont pleines d'épreuves personnelles. En 1835, elle a une attaque dont elle ne se remettra jamais. Finalement, sa faiblesse grandissante et ses souffrances nécessitent un changement d'air, et en 1847, elle s'embarque pour un voyage en Europe. Avant son départ, elle reçoit des cadeaux de femmes juives de Londres venues lui souhaiter bon voyage et la remercier pour son action en faveur du judaïsme et des femmes juives. Elle visite tout d'abord son frère aîné qui se trouve à Francfort, et semble dans un premier temps bénéficier du changement. Après quelques semaines, elle décide de suivre une cure thermale à Bad Schwalbach. Mais des symptômes alarmants nécessitent son retour à Francfort où elle meurt le 16 septembre 1847 à l'âge de 31 ans. Ses derniers mots adressés à Dieu et écrits sur ses doigts, ont été : « Though He slay me, yet will I trust in Him » (Job 13, 15).
Elle est inhumée dans la section juive du cimetière de la ville de Francfort, et sa tombe porte l'épitaphe : « Récompensez-la du fruit de son travail, Et qu'aux portes ses œuvres la louent » (Proverbes 31-31).

## Œuvre

### En anglais
- (en): Éditeur: Scholarly Publishing Office, University of Michigan Library; 21 décembre 2005

* Home influence; a tale for mothers and daughters; 416 pages;  (ISBN 1425544851)
* The Vale of Cedars; Or, The Martyr (1850); 212 pages;  (ISBN 1425524370)
*  The women of Israel; 282 pages;  (ISBN 1425525636)
* The Days of Bruce. A story from Scottish History. Vol. I; The Days of Bruce. Vol. II ; 246 pages;  (ISBN 1425521088)
*  The mother's recompense: a sequel to Home influence; 510 pages;  (ISBN 1425556779)
* Home scenes and heart studies; 414 pages;  (ISBN 1425544649)
- (en): Éditeur: Kessinger Publishing

*  Woman's Friendship a Story of Domestic Life; 30 juillet 2004; 384 pages;  (ISBN 1417941170)
*  The Jewish Faith: Its Spiritual Consolation, Moral Guidance And Immortal Hope, With A Brief Notice Of The Reasons For Many Of Its Ordinances And Prohibitions (1864); 2 juin 2008; 444 pages;  (ISBN 1436568714);  (ISBN 978-1436568715)
- Women of Israel. Vol. I (1876)
- (en): Michael Galchinsky, Grace Aguilar: Selected Writings; 415 pages; Broadview Press 2003  (ISBN 1-55111-377-5). Cette édition comprend la nouvelle  The Perez Family dans sa totalité, son roman historique sur les Juifs sépharades; History of the Jews in England, la première histoire des Juifs d'Angleterre écrite par un Juif; ses poèmes les plus importants; des extraits de The Women of Israel; et son journal intime à Francfort, jamais publié auparavant. Ce livre contient aussi des écrits sur "La question juive" écrits par des contemporains non-Juifs d'Aguilar et les réponses à ses œuvres.

### En français
- Les Femmes d'Israël, esquisses et caractères d'après la Bible et l'histoire post-biblique, ou Considérations sur la mission et la destinée de la femme juive d'après l'Écriture sainte; traduction: Mme Amélia Marsden; préface du grand-rabbin Zadoc Kahn; éditeur: P. Cerf; 1900; ASIN: B001D5Y81S